# Bisdom Ibiza
Het bisdom Ibiza (Latijn: Dioecesis Ebusitana) is een rooms-katholiek bisdom met als zetel Ibiza, in Spanje. Het bisdom komt overeen met het eiland Ibiza en is suffragaan aan het aartsbisdom Valencia.

## Geschiedenis
Het bisdom werd opgericht op 30 april 1782 uit delen van het aartsbisdom Tarragona. Op 5 september 1851 werd het samengevoegd met het bisdom Mallorca als het bisdom Mallorca en Ibiza (Spaans: Mallorca y Ibiza). In 1927 werd Ibiza afgescheiden van Mallorca als apostolische administratie. In 1949 werd het verheven tot bisdom en suffragaan aan Valencia. 

## Parochies
Het bisdom had in 2021 een oppervlakte van 872 km2 en telde 171.043 inwoners waarvan 86,2% rooms-katholiek was.

## Bisschoppen
- Manuel Abad y Lasierra (18 juli 1783 - 28 september 1787)
- Eustaquio Azara (7 april 1788 - 12 september 1794)
- Climent Llocer (1 juni 1795 - 24 augustus 1804)
- Blas Jacobo Beltrán (26 juni 1805 - 10 juli 1815)
- Felipe González Abarca (22 juli 1816 - 28 september 1829)
- Basilio Antonio Carrasco y Hernando (30 september 1831 - 4 april 1852)
- Salvio Huix Miralpeix (16 februari 1928 - 28 januari 1935; apostolisch administrator, zalig)
- Antonio Cardona Riera (21 juni 1935 - 28 maart 1960; apostolisch administrator, na 2 februari 1950 bisschop)
- Francisco Planas Muntaner (28 maart 1960 - 10 september 1976)
  - Teodoro Ubeda Gramage (hulpbisschop: 1 september 1970 - 13 april 1973)
- José Gea Escolano (10 september 1976 - 15 mei 1987)
- Manuel Ureña Pastor (8 juli 1988 - 23 juli 1991)
- Javier Salinas Viñals (26 mei 1992  - 5 september 1997)
- Agustín Cortés Soriano (20 februari 1998 - 15 juni 2004)
- Vicente Juan Segura (22 januari 2005 - 18 januari 2020)
- Vicente Ribas Prats (13 oktober 2021 - heden)

Valencia (aartsbisdom) · Ibiza · Majorca · Menorca · Orihuela-Alicante · Segorbe-Castellón